# Sam Meech
Sam Meech (Portsmouth, 4 aprile 1991) è un velista neozelandese.

## Palmarès

### Olimpiadi
- 1 medaglia:
  - 1 bronzo (Rio de Janeiro 2016 nella classe Laser)